# Кучеренко Олександр Васильович (поет)
Олександр Кучеренко, (псевдоніми Олександр Обрій, Сашко Обрій, нар. 20 травня 1991, Южноукраїнськ, Миколаївська область, Україна) — український поет, громадський діяч, військовослужбовець. Лауреат Премії імені Василя Симоненка, член Національної спілки письменників України (НСПУ).

## Життєпис
2008 — закінчив ЗОШ №3 у Южноукраїнську.
У 2013 році закінчив факультет атомної енергетики СНУЯЕтаП (Севастополь). За фахом — інженер з експлуатації обладнання АЕС. 
2013 — 2017 — Працював на Південно-Українській АЕС машиністом-обхідником турбінного обладнання.
2015 — прийнятий до лав Національної спілки письменників України.
Восени 2017 року переїхав до Києва, де пройшов курси Першої національної школи телебачення за спеціальністю «Телеведучий-тележурналіст».
З 2019 по 2021 рр. працював у Музеї книги і друкарства України. 
Влітку 2021 повернувся на Миколаївщину. Готує до виходу п'яту збірку поезій «ПростеП».
З жовтня 2024 року служить в лавах Збройних Сил України.

## Творчість
Вірші почав писати у 14 років. Перші два вірші написав на урок української літератури у 8-му класі. Робив спроби писати інтимну лірику та гуморески.
2011 — 2017 — активний учасник літературного об'єднання «Колібрі» (м. Южноукраїнськ).
Друкувався у трьох альманахах цього клубу («Колаж», «Резонанс», «Магія»).
Також друкувався у журналі «Соборна вулиця» (Миколаїв).
Публікує вірші на сайті Клуб Поезії, а також в поетичній спільноті на Фейсбуці. Також має публікації на сайтах litnik.org, litcentr.in.ua, на львівському сайті Поетичні майстерні, УАП , а також на рівненському — Проба пера.
Навесні 2025 року в мережі відбулася прем'єра кліпу-колискової до пісні «Солоні сни» на однойменний авторський вірш Сашка Обрія.

## Громадська діяльність
У 2019 р. вперше підняв питання щодо перейменування свого рідного міста Южноукраїнськ на історичну назву козацької фортеці — Гард, на місці якої збудоване сучасне місто-супутник АЕС, виступивши з промовою перед депутатами Южноукраїнської міськради. Але на той момент серйозної підтримки депутатів і громадськості не отримав.
Навесні 2022 року, у зв'язку з повномасштабним вторгненням РФ в Україну, перед громадою Южноукраїнська знову постало питання щодо перейменування зросійщеної назви міста, що носить в собі ознаки колоніальної спадщини від Совєтського Союзу. На цей раз питання взяв під контроль особисто мовний омбудсмен Тарас Кремінь.
Олександр Кучеренко активно включився в громадську діяльність щодо популяризації назви Гард серед жителів Южноукраїнська та формування суспільної думки. Його інтерв'ю щодо питання перейменування Южноукраїнська неодноразово публікувалися в місцевих і обласних ЗМІ. Ініціативою Олександра зацікавився популярний історичний ютуб-канал "Історія без міфів", засновником якого є відомий український історик і краєзнавець Владлен Мараєв . В результаті був відзнятий сюжет, інтерв'ю для якого дав харківський історик В'ячеслав Омельченко, що вимушено переселився до Южноукраїнська у зв'язку з повномасштабним вторгненням РФ в Україну. За 2 місяці відео набрало 86 тис. переглядів та спричинило значний суспільний резонанс.
Також Олександр Кучеренко запустив у соцмережі Фейсбук відеофлешмоб #чому_я_за_назву_Гард, до якого долучилися як місцеві жителі Южноукраїнська, так і відомі українські громадські діячі, журналісти, історики, музиканти, болгери, такі як Брати Капранови, Остап Дроздов, Лариса Ніцой, Сергій Василюк, Іван Леньо, Олександр Алфьоров та ін. Також з ініціативи Олександра були надруковані футболки з емблемою у вигляді печатки Бугогардівської паланки зі словом «Гард» та започаткований флешмоб #Гард_на_футболці_і_в_серці. Також були надруковані інформаційні буклети «Гард — місто гордих людей».
Іторичну статтю Олександра Кучеренка та В'ячеслава Омельченка «Гард. Перервати російське забуття» опублікував відомий сайт «Історична правда», засновником якого є Вахтанг Кіпіані. Вищезгаданий сайт також опублікував колонку «Гард, не Південноукраїнськ» авторства Олександра Кучеренка.
З просвітницькою метою випустив 6 науково-популярних історичних відео "Гард. Перервати російське забуття", присвячених історії свого рідного краю.
Взимку — навесні 2023 року НАЕК «Енергоатом» та ПАЕС вкотре підняли питання добудівництва Ташлицької ГАЕС та підняття рівня Олександрівського водосховища на р. Південний Буг. На цей раз від позначки 16,0 м. до 16,9 м., вилучивши зі складу Національного парку "Бузький Гард" ще 18 га заповідних земель. Дізнавшись про ці наміри підприємства, які Національний екологічний центр України вважає протизаконними та злочинними, Олександр вирішив написати вірш проти затоплення Південного Бугу, а згодом відзняв кліп «За п'яддю п'ядь» на однойменний вірш, в якому чітко висловив свою позицію з даного питання, перелічив аргументи проти підняття рівня водосховища та закликав громадськість підписати відкритий лист до Міністерства захисту довкілля та природних ресурсів України, який на власній сторінці Олександра у соцмережі Фейсбук набрав понад 120 репостів та тисячі переглядів.
21 лютого 2024 року Комітет Верховної Ради з питань організації державної влади, місцевого самоврядування, регіонального розвитку та містобудування підтримав перейменування Южноукраїнська, що на Миколаївщині, на топонім Гард. Члени Комітету одноголосно схвалили нову назву на підставі рекомендацій Українського інституту національної пам’яті.

## Пісні на слова Сашка Обрія
- Тінь Сонця - Заколисав (офіційний кліп) [Архівовано 2 лютого 2022 у Wayback Machine.]
- Тінь Сонця та Daria Naumenko - В долонях ніч (live, 2018) [Архівовано 2 лютого 2022 у Wayback Machine.]
- Сергій Василюк - Незрима таїна (сл. Сашко Обрій) [Архівовано 2 лютого 2022 у Wayback Machine.]
- Валя Заха-Бура – Солоні сни (сл. - Сашко Обрій)

## Відеокліпи
| Рік  | Назва кліпу                                                                                          | Режисер(и)                        |
| ---- | --- | --------------------------------- |
| 2020 | Сашко Обрій — Південний Буг [Архівовано 2 лютого 2022 у Wayback Machine.]                            | Сергій Осипенко                   |
| 2021 | Сашко Обрій, Марія Лелека — З пункту "А" до пункту "Б" [Архівовано 2 лютого 2022 у Wayback Machine.] | Андрій Ткачук                     |
| 2021 | Сашко Обрій — Степ [Архівовано 2 лютого 2022 у Wayback Machine.]                                     | Сергій Осипенко                   |
| 2021 | Сашко Обрій — Тридцять [Архівовано 2 лютого 2022 у Wayback Machine.]                                 | Дмитро Фальковський, Марія Лелека |
| 2021 | Сашко Обрій — Ґард [Архівовано 2 лютого 2022 у Wayback Machine.]                                     | Дмитро Лінартович                 |
| 2022 | Сашко Обрій — Хата [Архівовано 2 лютого 2022 у Wayback Machine.]                                     | Сашко Обрій                       |
| 2023 | Сашко Обрій — За п'яддю п'ядь                                                                        | Сашко Обрій                       |
| 2025 | Сашко Обрій – Килим (читає Надія Алюнова)                                                            | Родіон Шуб                        |
| 2025 | Валя Заха-Бура – Солоні сни (сл. - Сашко Обрій)                                                      | Сашко Обрій                       |

У грудні 2020 зіграв роль царя Балтазара у різдвяній виставі «Український вертеп» за сценарієм Сашка Лірника.

## Відзнаки

Портрет Олександра Кучеренка (Сашка Обрія). Художник — Василь Легкий (2019)

- Лауреат Всеукраїнської літературної премії імені Василя Симоненка за першу віршовану збірку «Абетка юності» (2015);
- Переможець обласного поетичного конкурсу Миколаївщини «Золота Арфа» (2007[33], 2015);
- Володар гран-прі фестивалю поезії «Підкова Пегаса» (Вінниця, 2017).[34]
- Абсолютний чемпіон поетичного марафону Всеукраїнського літературно-мистецького свята «Просто на Покрову» (Коростень, 2017).
- Лауреат міського конкурсу Южноукраїнська на звання «Людина року-2015»[35] в номінації «Мистецтво».

## Родина
Батько: Василь Кучеренко (1960 р.н.).
Мати: Тетяна Кучеренко (1959 р.н.).